# 43 Pułk Piechoty (LWP)
43 pułk piechoty – oddział piechoty ludowego Wojska Polskiego.
Sformowany w 1945. Wchodził w skład 12 Dywizji Piechoty. 2 września 1952 został podporządkowany dowódcy 14 Dywizji Piechoty.
W 1957. powtórnie podporządkowany dowódcy 12 DP i przemianowany na 9 Zaodrzański pułk piechoty; wkrótce przemianowany na 9 Zaodrzański pułk zmotoryzowany; w 1958 przeformowany na 9 pułk zmechanizowany.
Stacjonował w garnizonach Biedrusko, Szczecin, Stargard Szczeciński.

## Historia pułku

### Pułk w garnizonie Biedrusko
Rozkazem nr 058/Org. Naczelnego Dowódcy WP z 15 marca 1945, w terminie do 30 kwietnia 1945, nakazano sformować 43 pp z miejscem stacjonowania w Biedrusku, będącym w składzie 12 DP. Pierwszym dowódcą pułku został oficer Armii Czerwonej ppłk Kazimierz Sikorski. 27 kwietnia 1945 r. rozpoczęto w pododdziałach pułku szkolenie, które poprzedzono ćwiczeniami pokazowymi na temat „Organizacja i przeprowadzenie zajęć wyszkolenia taktycznego i ogniowego”. W zakresie wyszkolenia bojowego zwracano uwagę na umiejętne prowadzenie natarcia, zaciętości i wytrwałości w obronie, zwalczanie czołgów oraz lotnictwa. W zakresie pracy politycznej, wpajano dowódcom i szeregowym zasady żelaznej dyscypliny, wytrwałości w wykonywaniu zadań bojowych oraz ugruntowanie nienawiści do wroga. Szkolenie bojowe pododdziałów prowadzone było w systemie 10 godzinnym. Informacje polityczne realizowano dwa razy w tygodniu w godzinach wieczornych. W maju przerobiono tematykę z zakresu wyszkolenia pojedynczego strzelca, działania drużyny w natarciu i obronie, zadania kompanii w ubezpieczeniu, naukę o broni i zasady służby wartowniczej. 1, 3 i 9 maja 1945 r. pułk defilował przed mieszkańcami Poznania. 22 maja otrzymał zadanie przedyslokowania się w rejon Starogrodu (Stargard) z zadaniem nie dopuścić do przechodzenia ludności niemieckiej na ten rejon Polski. Pułk wystawił w tym terenie i na linii Odry punkty kontrolne i zorganizował wzdłuż rzeki służbę patrolową.

### Pułk w osłonie granic
Rozkaz dowódcy 2 A WP nr 018 z 27 maja 1945 r. rozszerzył pas odpowiedzialności 12 Dywizji Piechoty do Schwedt i wskazał jako miejsce postoju sztabu Stargard Szczeciński. 1 czerwca 1945 r. 43 pp osiągnął okolice Stargardu. 4 czerwca na południe od Kamienia Pomorskiego rozwinął swoje pododdziały, zorganizował punkty kontrolne. Ochrona granicy zorganizowana była na zasadzie obrony pułku na szerokim froncie. Każda czata wystawiała 2 placówki w sile wzmocnionej drużyny, te z kolei 1-2 posterunki po 2-3 żołnierzy. Ponadto każda czata organizowała podsłuch i wystawiała patrole. Obserwację prowadzono z wież obserwacyjnych, kontrolowano wszystkie główne drogi. Doraźnie 43 pp kwaterował w Dąbiu w koszarach przy ul Słupskiej i Portowej, w listopadzie 1945 r., w związku z korektami linii granicznej, pułk został przebazowany do lewobrzeżnej części miasta (ochraniał odcinek granicy państwowej od Kostrzynia po Gryfino). 10 czerwca 1945 r. pluton saperski z 43 pp wraz z 17 sbsap oraz plutonami saperskimi z 39 pp i 41 pp został skierowany do akcji rozminowania przydzielonego terenu. Na przełomie czerwca i lipca 1945 r. 43 pp wykonywał zadania 12 DP uczestnicząc w akcji wysiedlenia ludności niemieckiej z pasa przygranicznego. Pułk brał także udział w akcji osadnictwa wojskowego oraz w akcji żniwnej, gdzie zorganizował brygadę żniwną. Podczas tych prac zginęło 5 żołnierzy w wyniku miny pułapki w Klęskowie. W sierpniu 1945 r. Wojsko Polskie przeszło na etaty czasu pokojowego.

### Pułk w garnizonie Szczecin
W listopadzie 1945 r. pododdziały 43 pp zakończyły pełnienie służby granicznej. Odcinki graniczne przekazano nowo powstałym oddziałom Wojsk Ochrony Pogranicza. Pułk zlikwidował swoje placówki i przeniósł się do Szczecina. Pod koniec listopada 1945 r., w wyniku rozformowania orkiestry dywizyjnej, zorganizowano w pułku 15-osobową orkiestrę pod dowództwem ppor. Leona Zawodnego. W styczniu 1946 r. dowódcą pułku był ppłk Jan Kaniwiec. W tym samym dwukrotnie jeszcze zmieniano dowódcę pułku. W 1946 r. wydano decyzję o wprowadzeniu czterocyfrowych numerów jednostek wojskowych w terminie do dnia 31 maja 1946 r. 43 pp otrzymał numer JW 3579. 14 kwietnia 1946 r. żołnierze 43 pp wraz z żołnierzami 12 DP złożyli na Jasnych Błoniach w Szczecinie przysięgę na nowo ufundowany sztandar dla 12 DP. Przysięgę przyjął marszałek Polski Michał Rola-Żymierski.

### Pułk w garnizonie Stargard Szczeciński

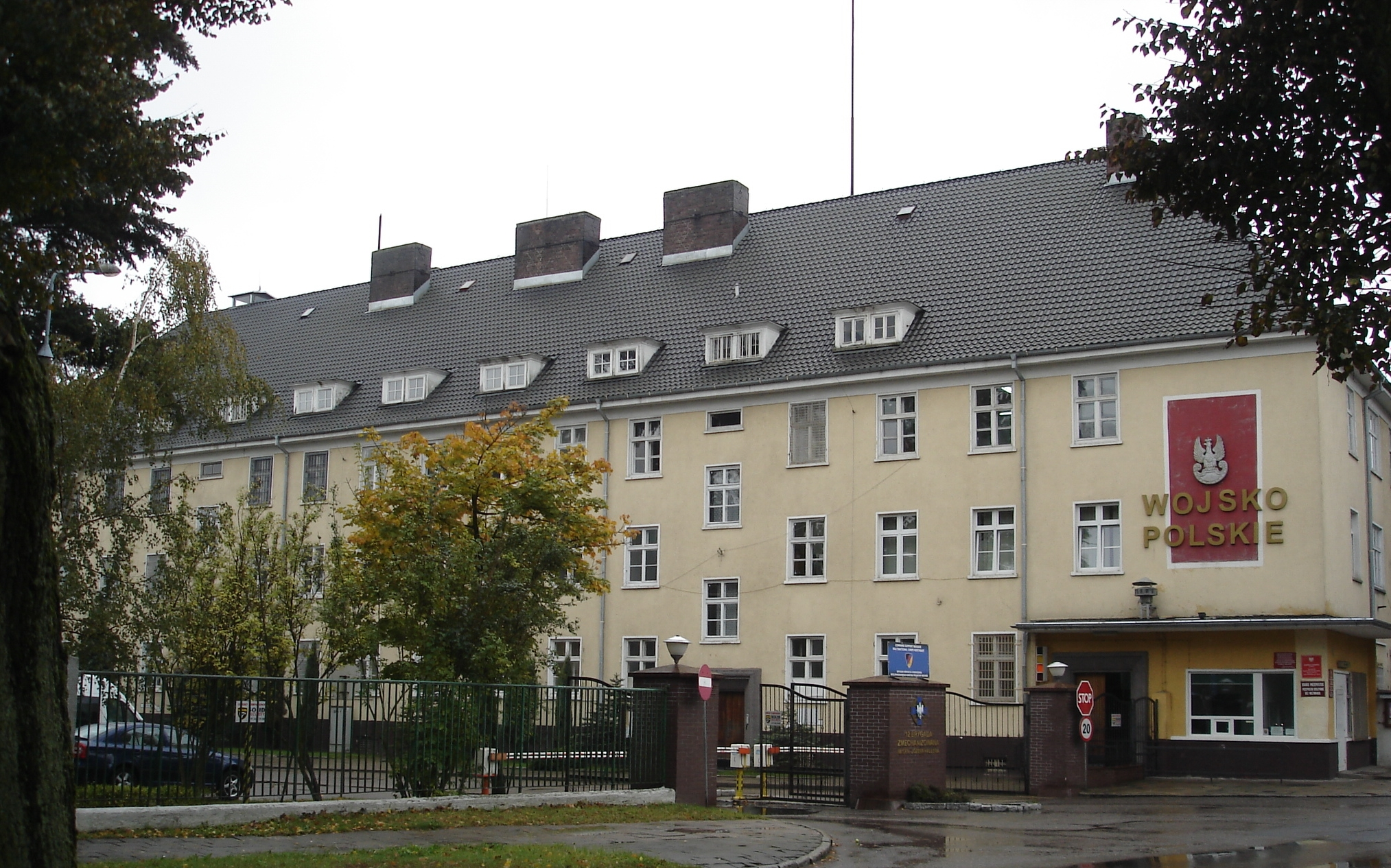
Stargard Szczeciński – w tych koszarach od 1946 r. do 1957 r. stacjonował 43 pp

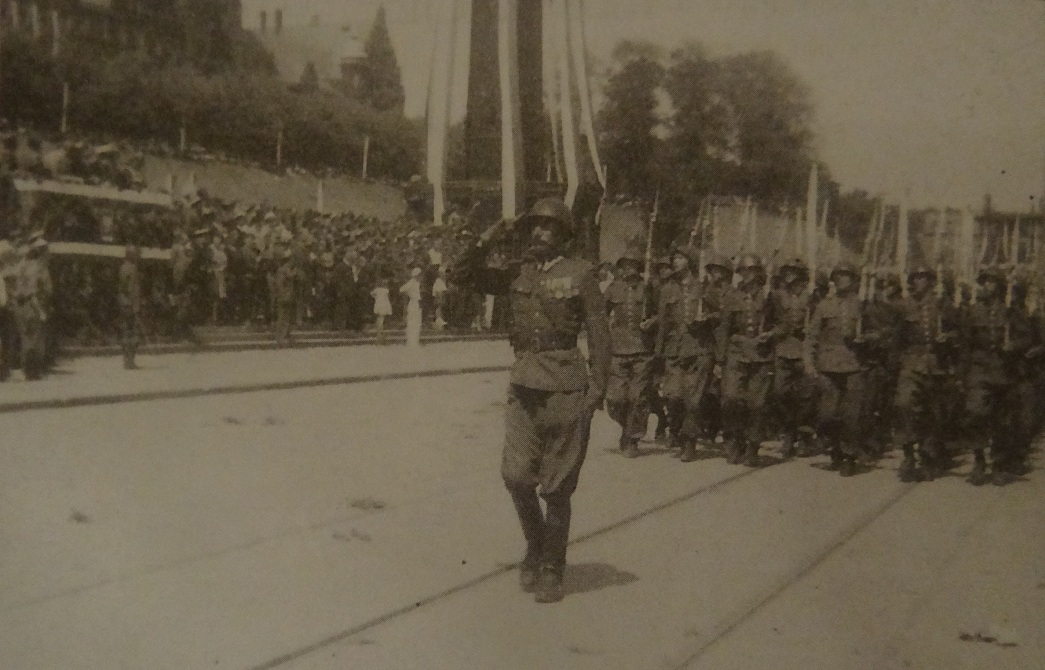
43 pp podczas defilady

W dniu 4 sierpnia 1946 r. 43 pp został przeniesiony do Starogardu i był zakwaterowany przy ul. Marszałka Żukowa. Pułk był na etacie 2/51 – 1304 wojskowych i 8 kontraktowych – numer poczty polowej 84256). W 1946 r. pułk brał udział w akcji wiosennych prac rolnych i w żniwnych. W listopadzie 1946 r. dowódcą pułku był płk Włodzimierz Biełasz, który wcześniej był dowódcą 39 pułku piechoty. Zastępcą dowódcy pułku ds. polityczno-wychowawczych był por. Bruzda. We wrześniu 1946 r. administratorem kościoła parafialnego w Stargardzie został ks. Alojzy Piłat TChr, który zarazem rozpoczął wykonywanie funkcji kapelana stargardzkiego garnizonu, w tym dla 43 pp.
W 1947 r. zmienił się zakres pomocy rolnictwu. Pomagano głównie w zakresie fachowej obsługi traktorów i maszyn, wypożyczano konie i sprzęt, a tylko w wyjątkowych sytuacjach bezpośrednio brano udział w pracach w polu. Jesienią żołnierze pułku wzięli udział w akcji „walki z ugorami i nieużytkami”. Rok 1947 był ostatnim, w którym żołnierze pułku bezpośrednio uczestniczyli w akcji orno-siewnej. Od tej pory pomoc na rzecz gospodarki rolnej miała charakter doraźny, mający związek z klęskami lub zagrożeniem mienia.

#### Umacnianie władzy ludowej, walka z ukraińskim podziemiem zbrojnym
W grudniu 1946 r., w związku ze zbliżającymi się wyborami do Sejmu Ustawodawczego, ruszyły z pułku w teren grupy propagandowe. Pułkowi przypadł obszar powiatów stargardzkiego i choszczeńskiego. W dniach od 17 do 20 stycznia 1947 r. z pułku zostały wysłane specjalne patrole, wystawiono posterunki oraz przygotowano odwody w nadzorowanym terenie.
W marcu 1947 r. po śmierci gen. Świerczewskiego zaistniała polityczna wola siłowego i bardziej stanowczego rozwiązania problemu narodowościowego w Bieszczadach. Każda dywizja piechoty zobowiązana była sformować „kombinowany pułk piechoty”. 43 pp wydzielił ze swojego składu batalion piechoty do 12 kombinowanego pp. Został on podporządkowany Grupie Operacyjnej „Wisła”. 19 kwietnia 1947 r. żołnierze wydzielonego batalionu pod dowództwem mjr Henryka Bąkowskiego wyjechali w rejon koncentracji Grupy Operacyjnej „Wisła” w celu likwidacji zbrojnego podziemia ukraińskiego oraz przesiedlenia osób narodowości ukraińskiej, operacja militarno-przesiedleńcza, tzw. Akcja „Wisła”. W dniach 22 kwietnia do 26 lipca 12 pułk walczył przeciwko sotniom Łasiwki, Hromenki i Jara. 26 lipca 1947 r. batalion z 43 pp powrócił do macierzystej jednostki w Stargardzie, a 12 kombinowany pp został w Szczecinie rozformowany.

#### Poświęcenie kościoła Mariackiego, wręczenie sztandaru, szkolenie poligonowe, inspekcje, stalinizacja, zmiany organizacyjne
W maju 1947 r. żołnierze pułku uczestniczyli w poświęceniu kościoła Mariackiego, którego dokonał ówczesny dziekan stargardzki ks. Alojzy Piłat TChr i odtąd w każdą niedzielę odprawiano tu sumę przy udziale Wojska Polskiego, w tym żołnierzy 43 pp. W dniu 29 czerwca 1947 w Szczecinie na Wałach Chrobrego 43 pp otrzymał sztandar wojskowy. Latem tego orkiestra 43 pp koncertowała w Szczecinie z okazji 75. rocznicy śmierci Stanisława Moniuszki. W kwietniu 1948 r. pułk wraz z jednostkami 12 DP został poddany pierwszej inspekcji przeprowadzonej przez komisję ministra obrony narodowej pod przewodnictwem gen. dyw. Wsiewołoda Strażewskiego. Pułk otrzymał najwyższą ocenę ze wszystkich jednostek 12 DP, średnią 4,78. W tym samym orkiestra 43 pp, reprezentująca OW II, zdobyła I miejsce w konkursie orkiestr wojskowych w zorganizowanym w Warszawie po raz pierwszy po wojnie.
Przeprowadzona kolejna reorganizacja jednostek 12 Dywizji Piechoty spowodowała, że 43 pp (JW 3579) otrzymał etat Nr 2/85 z dnia 30.03.1949 r. (1940 wojskowych i 6 pracowników kontraktowych) i dalej stacjonował w Stargardzie Szczecińskim przy ul. Wandy Wasilewskiej. W tym samym pułk, stacjonujący w Stargardzie Szczecińskim przy ul. Al. Żołnierza 37, wraz z jednostkami dywizji rozpoczął regularne szkolenie na poligonie drawskim, na który przegrupowano pododdziały pułku marszem pieszym.
W marcu 1950 r. w pododdziałach pułku i dywizji przeprowadzono alarmy ćwiczebne. Było to podyktowane sytuacją na Półwyspie Koreańskim. W maju 1950 r. z przyczyn politycznych został odwołany ze stanowiska dowódcy 43 pp ppłk Aleksander Mac i skierowany do pracy poza wojskiem. W tym samym po wprowadzeniu decyzji ministra obrony narodowej pułk szkolił swoje pododdziały na sześciomiesięcznym zgrupowaniu, które było prowadzone od maja do października. Pod koniec szkolenia pułk odbywał ćwiczenie taktyczne na szczeblu dywizji ze strzelaniem amunicją bojową, które było oceniane przez dowódcę okręgu wojskowego. Uroczysty powrót do garnizonu był zakończeniem półrocznego szkolenia. Pułk w 1950 zanotował dużą ilość wypadków nadzwyczajnych.
W kwietniu 1951 r. Generał Towarzystwa Chrystusowego, ks. Ignacy Posadzy odwołał ze Stargardu Szczecińskiego ks. dziekana Alojzego Piłata, który sprawował funkcję kapelana stargardzkiego garnizonu, a zarazem kapelana 43 pp. W czerwcu 1951 r. pułk zorganizował pokazowe ćwiczenie dla słuchaczy Akademii Sztabu Generalnego. Latem pododdziały łączności 43 pp brały udział w dywizyjnych zawodach technicznych, gdzie wykazały najwyższy poziom. We wrześniu tego komisja ministerstwa obrony narodowej przeprowadziła inspekcję oddziałów dywizji, w tym 43 pp. Pułk otrzymał ocenę dostateczną. W tym samym i w 1952 r. została wykonana kolejna reorganizacja jednostek 12 Dywizji Piechoty. Wiosną 1952 r. 43 pp i inne oddziały 12DP zostały poddane kontroli przez komisję pod przewodnictwem zastępcy dowódcy OW II ds. wyszkolenia gen. bryg. Antoniego Władyczańskiego, która zarządziła alarm bojowy z wyjściem do rejonów koncentracji. Pułk uzyskał ocenę dobrą.

#### Pułk w strukturze 14DP i ponownie w 12DP
1 września 1952 r. dowódca OW II dokonał przeniesienia 43 pp (JW 3579) do struktur 14 Dywizji Piechoty. Pułk dalej kwaterował w Stargardzie Szczecińskim przy ul. Al. Żołnierza 37. Wiosną 1957 r. 43 pp będący w składzie 14 DP został przekazany do 12 DP na podstawie rozkazu MON nr 0025/Org. z 2 kwietnia 1957 r. w związku z rozformowaniem 14 Dywizji Piechoty. 43 pp z miejscem stacjonowania Stargard Szczeciński był ponownie w składzie 12 DP, która wiosną została zreorganizowana i otrzymała etat dywizji piechoty typu A.

#### Przemianowanie pułku
W dniu 3 maja 1957 r. 43 pp, na mocy zarządzenia Szefa Sztabu Generalnego WP Nr 071/Org. z dnia 03.05.1957 r. został przemianowany na 9 Zaodrzański pułk piechoty, który stacjonujący w Pile został w kwietniu 1957 r. rozformowany na mocy rozkazu MON nr 0025/Org. z 2 kwietnia 1957 r. Miejscem stacjonowania 9 Zaodrzańskiego pułku piechoty (JW 3579) był nadal Stargard Szczeciński.

## Zmiany organizacyjne i dyslokacyjne
24 marca 1945 r. 43 pp rozpoczął formowanie w Biedrusku w składzie 12DP. W 1952 r. pułk został wyłączony ze składu 12DP i został podporządkowany dowódcy 14 DP. 2 kwietnia 1957 r. w związku z rozformowaniem 14 Dywizji Piechoty 43 pp został przekazany do 12DP.

### Miejsce stacjonowania pułku
JW 3579
- Biedrusko (1945)
- Szczecin (1946)
- Stargard Szczeciński, ul. Aleja Żołnierza 37 (1946-1957)

## Żołnierze pułku
Dowódca
- ppłk Kazimierz Sikorski (1945–)
- ppłk Jan Kaniwiec (był I 1946)

Kpt. Zbigniew Ochanowicz

- płk Włodzimierz Biełasz (był XI 1946)[17]
- ppłk Aleksander Mac (październik 1947 – maj 1950)[39]
- płk Jacewicz (był dowódcą w 1951)[40]
- mjr Aleksander Serafin (był dowódcą w 1956)
- ppłk Ryszard Drabb (1956 – 1957)[41]

Oficerowie
- Zbigniew Ohanowicz
- Edward Wejner
- Kazimierz Stec

## Skład etatowy
dowództwo i sztab
- 3 bataliony piechoty

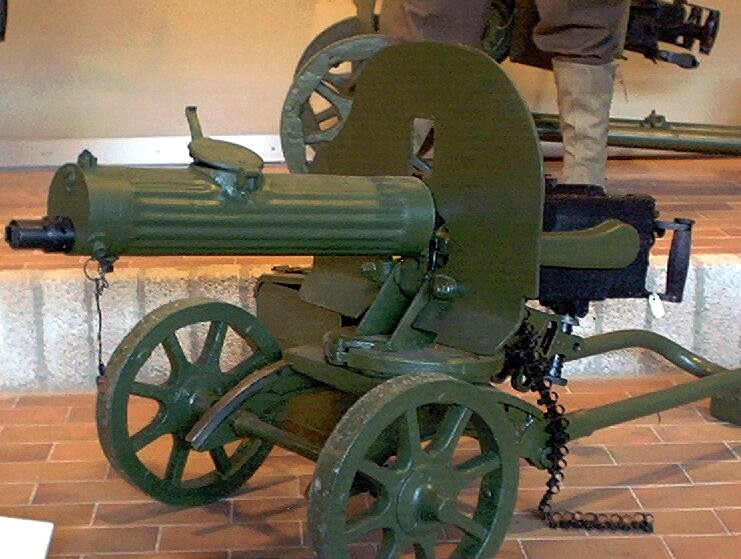
Maxim – podstawowy ckm pułku

- kompanie: dwie fizylierów, przeciwpancerna, rusznic ppanc, łączności, sanitarna, transportowa
- baterie: armat 45 mm, dział 76 mm, moździerzy 120 mm
- plutony: zwiadu konnego, zwiadu pieszego, saperów, obrony pchem, żandarmerii

Razem:
żołnierzy 2915 (w tym oficerów – 276, podoficerów 872, szeregowców – 1765).
Sprzęt:
162 rkm, 54 ckm, 66 rusznic ppanc, 12 armat ppanc 45 mm, 4 armaty 76 mm, 18 moździerzy 50 mm, 27 moździerzy 82 mm, 8 moździerzy 120 mm

## Sztandar pułku
Sztandar dla 43 pp był ufundowany przez społeczeństwo Stargardu Szczecińskiego i został wręczony pułkowi 26 czerwca 1947 w Szczecinie na Wałach Chrobrego, po uroczystym nabożeństwie odprawionym przez naczelnego kapelana WP ks. płk Stanisława Warchałowskiego. Aktu wręczenia dokonał Prezydent RP Bolesław Bierut. Wręczony sztandar dla 43 pp był już nowego wzoru, gdzie zamiast krzyża kawalerskiego użyto Krzyż Grunwaldu – po stronie prawej czerwony na białym, po lewej biały na czerwonym. Wprawdzie utrzymano na stronie prawej dewizę Honor i Ojczyzna, ale w centrum lewej umieszczono nową – Za Polskę, Wolność i Lud. Słowo Honor umieszczono nad pozbawionym korony orłem, a Ojczyzna pod nim.

## Przekształcenia
1. 43 pułk piechoty[r] → 9 Zaodrzański pułk piechoty → 9 Zaodrzański pułk zmotoryzowany → 9 pułk zmechanizowany → 6 Brygada Kawalerii Pancernej → 2 batalion 12 BZ
2. 9 Zaodrzański pułk piechoty ↘ rozformowany w 1957